# Livia Kaiser
Livia Kaiser (* 2. Oktober 2004 in Frauenfeld) ist eine Schweizer Eiskunstläuferin, die im Einzellauf antritt. Sie ist die Schweizer Meisterin des Jahres 2023.

## Sportliche Karriere
Livia Kaiser begann 2011 mit dem Eiskunstlauf, inspiriert von Sarah Meier, der aus der Schweiz stammenden Europameisterin dieses Jahres.
Kaiser trat 2022 zum ersten Mal bei den Schweizer Meisterschaften an und gewann die Bronzemedaille. International trat sie bis zur Saison 2022/23 noch bei den Junioren an. Sie nahm am ISU Junior Grand Prix und an den Juniorenweltmeisterschaften teil, wo sie 2023 den 21. Platz belegte. Parallel dazu trat sie bereits in der ISU-Challenger-Serie an.
2023, in Abwesenheit der viermaligen Schweizer Meisterin Alexia Paganini, gewann Kaiser die Schweizer Meisterschaft knapp vor Kimmy Repond. Kaiser und Repond vertraten die Schweiz bei den Europameisterschaften 2023, wo Kaiser 18. wurde.
Die Saison 2023/24 begann für Kaiser mit einem fünften und zwei vierten Plätzen (Nebelhorn Trophy und Budapest Trophy) in der Challenger-Serie. Bei den Schweizer Meisterschaften wurde sie Dritte. Sie erhielt erneut einen Startplatz bei den Europameisterschaften und erstmals auch bei den Weltmeisterschaften. Bei den Europameisterschaften 2024 erreichte Kaiser mit einem neuen persönlichen Bestergebnis von 194,72 Punkten den 4. Platz. Bei den Weltmeisterschaften 2024 wurde sie Neunte.
Bei den Schweizer Meisterschaften 2025, ausgetragen im Dezember 2024, wurde sie Zweite hinter Kimmy Repond. Kurz vor der Abreise zu den Europameisterschaften 2025 zog sie sich im Training eine Schnittwunde an der Wade zu und musste ihre Teilnahme absagen. An den Weltmeisterschaften Ende März in Boston belegte sie den 23. Schlussrang. Sie war erst kurz vor dem Turnier wieder ins Training eingestiegen.

## Ergebnisse
| Meisterschaft/Saison         | 2021/22 | 2022/23 | 2023/24 | 2024/25 |
| ---------------------------- | ------- | ------- | ------- | ------- |
| Weltmeisterschaften          |         |         | 9.      | 23.     |
| Europameisterschaften        |         | 18.     | 4.      |         |
| Schweizer Meisterschaften    | 3.      | 1.      | 3.      | 2.      |
| Challenger-Wettbewerb/Saison | 2020/21 | 2022/23 | 2023/24 | 2024/25 |
| Budapest Trophy              |         |         | 4.      |         |
| Finlandia Trophy             | 19.     |         |         |         |
| Icechallenge                 |         | 7.      |         |         |
| Nebelhorn Trophy             |         | 14.     | 4.      |         |
| Warsaw Cup                   |         | 6.      | 5.      |         |
| Juniorenwettbewerb/Saison    | 2020/21 | 2022/23 | 2023/24 | 2024/25 |
| Juniorenweltmeisterschaften  |         | 21.     |         |         |
| Junior Grand Prix Frankreich |         | 13.     |         |         |
| Junior Grand Prix Italien    |         | 20.     |         |         |